# Бегемот (міфологія)

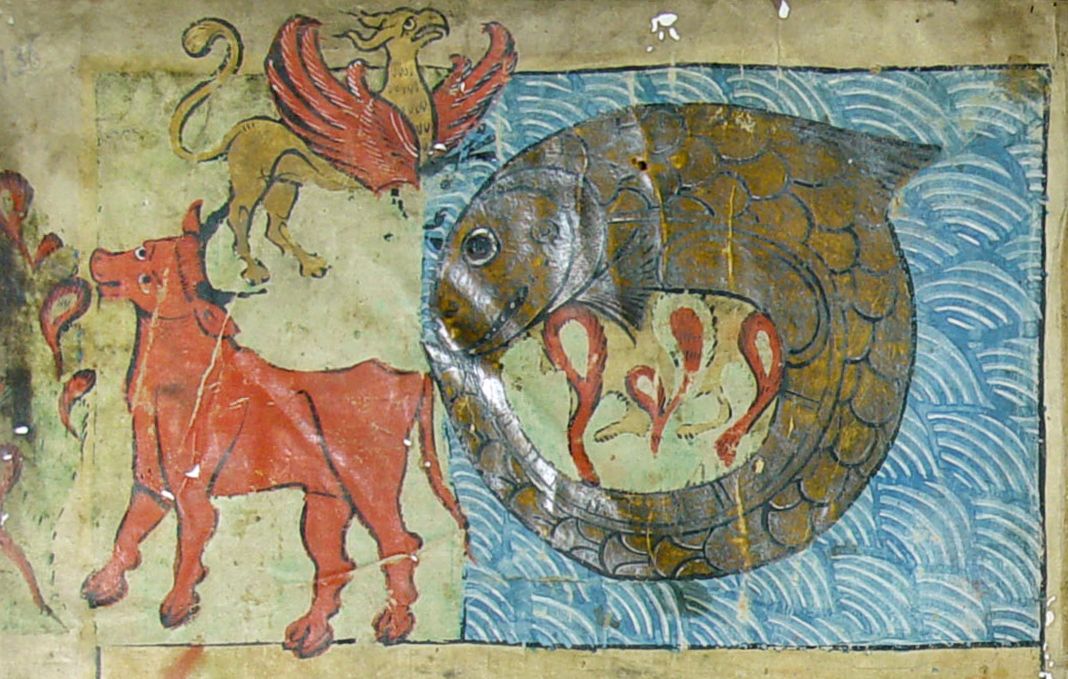
Бегемот (ліворуч), Левіафан (праворуч) і Зіз (вгорі). Малюнок з Амброзіанської Біблії, 1238 р.

Бегемо́т (євр. בהמת *бе́гемаф) — могутній звір із біблійної Книги Йова. Його вигляд не описується детально, натомість наводиться у порівняннях. Первісно слугує прикладом могутності Бога, що створив його. З часом Бегемот почав уособлювати царя тварин або князя геєнни. В Старому Завіті та апокрифах згадується в парі з іншим чудовиськом, Левіафаном. В апокаліптичній літературі передбачається поява Бегемота перед кінцем світу. Також вживається як синонім для реальної тварини гіпопотама.

## Етимологія
Слово походить від латинського behemoth, куди прийшло з івриту (בְּהֵמוֹת), зазвичай пояснюється як підсилене «бхема» — «звір». Але єврейське слово, можливо, є народною етимологією єгипетського «пехему», буквально «водяний бик», назва гіпопотама, хоча така позиція оскаржується сучасними мовознавцями. Після публікації «Ієрозойкону» Бохарта в 1663 році, в якому Бегемот ототожнювався з гіпопотамом, Пауль Ернст Яблонський (1693—1757), німецький реформаторський теолог і сходознавець, запропонував зв'язок між єврейським словом «бегемот» і єгипетською мовою. Слово «пехему» імовірно вигадав сам Яблонський. Втім, можливий зв'язок з іконографією давньоєгипетського бога зла Сета, одним з образів якого був червоний гіпопотам.

## У Біблії
Бегемот згадується в старозавітній Книзі Йова як створений Богом могутній незворушний звір, що «їсть траву, як віл». Хоча його детальний опис не надається, наводяться порівняння, що його кістки «неначе мідні труби», кінцівки «немов залізні прути». Він може лежати «під лотосами», ховатися «в очереті та болоті». Прирівнюється за могутністю до Левіафана.
Часто Бегемот ототожнюється з гіпопотамом, але ці дві тварини мають помітну різницю. Бегемоту приписується могутній хвіст, який порівнюється з кедром, але хвіст гіпопотама маленький і слабкий. У Книзі Йова стверджується, що жодна людина не може здолати Бегемота, проте на гіпопотамів люди полюють здавна. Разом з тим Бегемот має символічне значення: в книзі Бог описує Йову цю істоту, щоб вказати чоловіку на його гординю, мізерність людини перед іншими творіннями.
У Новому Завіті Бегемот не згадується прямо, але є пророцтво про прихід Звіра з моря та «іншого звіра, який виходив з землі». Цей «інший звір» має два роги, «як у Ягняти» та говорить «як змій». Фальшивими чудесами він змусить людей вклонятися першому звіру та поставити ідола на його честь. Порівняння цих тварин з апокрифічними текстами дає підстави вважати обох звірів відповідно Левіафаном і Бегемотом.

## У похідній літературі

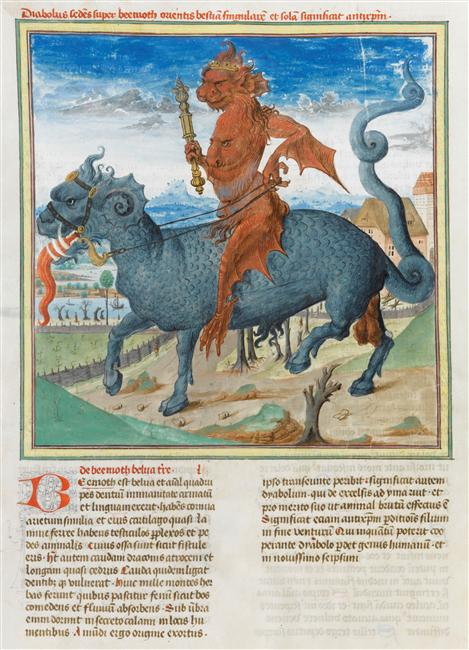
Диявол верхи на Бегемоті. Малюнок з енциклопедії Liber Floridus, 1120 р.

Апокрифічна Книга Еноха пророкує, що перед кінцем світу з'являться два чудовиська: жіночої статі на ім'я Левіафан, яке житиме в глибинах океану над водними джерелами; і чоловіче Бегемот, що займатиме своїми грудьми пустелю під назвою Дендайн.
Згідно з Третьою книгою Ездри, Бог створив на п'ятий день двох великих чудовиськ, Левіафана та Бегемота, і розділив їх, оскільки сьома частина світу, заповнена водою, не могла утримати їх разом. Частина світу, дана Богом Бегемоту, висохла на третій день; там розташовано тисячу пагорбів.
У сирійському Апокаліпсисі Баруха передбачається, що Бегемот вийде зі свого усамітнення на суші, а Левіафан — із моря. Ці два гігантських чудовиська, створені на п'ятий день, слугуватимуть їжею для обраних (які житимуть у дні приходу Месії).
Бегемот також згадується поміж «царів» різних класів тварин, які будуть призначені в їжу праведникам. Апокаліпсис Симеона описує їх як велетенського вола Бегемота, рибу Левіафана та птаха Зіза. У магометанській есхатології Бегемота й Левіафана замінює бик Хадхайош, з якого готують їжу безсмертя.
Бегемот і Левіафан утворюють у гностичній системі течії офітів дві з перепон, які мусить пройти душа, щоб очиститися й досягти блаженства.
«Пекельний словник» зображає Бегемота як демона в подобі двоногого слона. Він працює пекельним сторожем сатани і наглядає за бенкетами в пеклі, маючи гарний співочий голос.
У креаціонізмі робилися спроби ототожнити Бегемота з динозаврами на кшталт завроподів.

## Трактування образу
Натуралістичне розуміння образу Бегемота ототожнює його з реальними тваринами: гіпопотамом, слоном або крокодилом. Англійський сходознавець Ґодфрі Роллз Драйвер вважав, що у Книзі Йова присутня помилка: слід читати, що Бегемот не «їсть траву, як віл», а «їсть волів, як траву».
Символічне розуміння Бегемота полягає в тому, що такої тварини не існувало; вона описується виключно для врозумлення Йова. Кіннір Вілсон писав, що Бегемот — це пародійний образ, який Бог демонструє Йову з метою показати яка безглузда тварина вийшла б, якби Бог виконував його вказівки. В протиставленні Бегемота й Левіафана може проявлятися і дуалізм світу: одна істота пожирає, інша захищає.
У зв'язку з вавилонською міфологією Бегемот може походити від небесного бика, вбитого героєм Гільгамешем.

## Поза релігією
В англійській мові метафорично означає дещо надзвичайно велике, страшне чи потужне.
Назву «Бегемот» (1681) має книга філософа Томаса Гоббса про перебіг англійської громадянської війни. Інша, відоміша книга того ж автора — «Левіафан» (1651), трактат про влаштування держави.
У романі Михайла Булгакова «Майстер і Маргарита» ім'я Бегемот носить чорний кіт-перевертень, один з поплічників сатани.
У відеоіграх серії Final Fantasy бегемот — це чудовисько, що поєднує риси лева й бика. При тому що це серйозний ворог, в деяких іграх його можна приручити і навіть вживати його м'ясо в їжу. Образ бегемота з Final Fantasy використовується також у Monster Hunter World, Kingdom Hearts, Bravely Default, Live A Live і Super Mario RPG: Legend of the Seven Stars.